# Романов, Вадим Юрьевич
Вадим Юрьевич Романов (род. 3 мая 1978, Егорьевск, Московская область) — российский футболист, полузащитник и нападающий. После завершения игровой карьеры — тренер.

## Клубная карьера
Воспитанник СДЮШОР «Спартак» Москва. Первый тренер — Е. В. Воробьёв.
В 1995—1996 годах играл за молодёжную команду (в 1996 году забил 17 мячей в 18 играх первенства КФК), в 1997—1998 — за дубль в третьей и второй лигах первенства России. В дальнейшем играл в первом (1999, 2004—2006) и втором (2000, 2001—2003, 2007, 2009) дивизионах за команды «Металлург» Липецк (1999), «Химки» (2000), «Краснознаменск» (2001—2002), «Орёл» (2003—2005), «СКА-Энергия» Хабаровск (2006), «Звезда» Серпухов (2007), «Ставрополье-2009» (2009).
В 2007—2008 годах провёл 39 игр в чемпионате Беларуси за «Нафтан» Новополоцк. В сезонах 2009—2011/12 играл в первенстве России среди ЛФК за «Оку» Ступино.

## Тренерская карьера
С 2015 года — тренер в Академии ФК «Спартак». В качестве старшего тренера работал с командами 2009, 2000, 2001, 2003, 2004 годов рождения.
12 августа 2020 года, после ухода Дмитрия Гунько в «Химки», назначен главным тренером академии «Спартак».
1 июня 2022 года был назначен главным тренером молодёжной команды «Спартака». 19 июня 2024 года покинул молодёжный состав и стал ассистентом Деяна Станковича в основной команде «Спартака».